# Distretto di Timirâzev
Il distretto di Timirâzev (in kazako: Тимирязев ауданы) è un distretto (audan) del Kazakistan con  capoluogo Timirâzev.